# ۷۲۹ (قمری)
۷۲۹ (قمری)، هفتصد و بیست و نهمین سال در گاهشماری هجری قمری است. اول محرم این سال برابر با سیزدهم نوامبر سال ۱۳۲۸ میلادی است.